# أنطون أنتيبوف
أنطون أنتيبوف (الروسية: Антон Валерьевич Антипов) هو لاعب كرة قدم روسي في مركز حراسة المرمى، ولد في 20 أبريل 1990 في نالتشيك في روسيا. لعب مع سبارتاك نالتشيك.

## وصلات خارجية
- أنطون أنتيبوف على موقع قاعدة بيانات كرة القدم.إي يو (الإنجليزية)
- أنطون أنتيبوف على موقع Soccerway.com (الإنجليزية)